# Râul Băloanea
Râul Băloanea este un afluent al râului Vâna Mică. 

## Hărți
- Harta județului Timiș